# ヘキサメチルタングステン
ヘキサメチルタングステン（hexamethyltungsten）は化学式W(CH3)6で表わされる化合物である。遷移金属アルキル錯体に分類されるヘキサメチルタングステンは、室温で空気に対して敏感な赤色の結晶性固体である。しかしながら、極めて揮発性が高く、−30 ℃で昇華する。6つのメチル基のために、石油や芳香族炭化水素、エーテル、二硫化炭素、四塩化炭素に極めてよく溶ける。

## 合成
ヘキサメチルタングステンは1973年にウィルキンソンとショートランドによって初めて報告された。彼らはジエチルエーテル中のメチルリチウムと六塩化タングステンの反応によるヘキサメチルタングステンの調製について記述した。この合成は、四面体形メチル遷移金属化合物が熱的に不安定であることを示したそれ以前の研究と、八面体形メチル化合物であればより安定ではないかという望みが部分的には動機となっていた。1976年、ウィルキンソンとGalyerは、メチルリチウムの代わりにトリメチルアルミニウムとトリメチルアミンを併せて用いた改良された合成を発表した。この改良された合成の化学量論は以下の通りである。
{\displaystyle {\ce {WCl6 + 6Al(CH3)3 -> W(CH3)6 + 6Al(CH3)2Cl}}}
別法として、アルキル化にはジメチル亜鉛を利用することができる。
{\displaystyle {\ce {{WX6}+3Zn(CH3)2->{W(CH3)6}+3Zn{\it {X}}2({\it {X}}{=}F,Cl)}}}

## 分子構造
W(CH3)6はD3h対称性を持つ歪んだ三角柱形幾何配置をとる。6配位有機金属化合物の圧倒的多数は八面体形幾何配置をとるという点において、この三角柱形幾何配置は珍しい。最初の報告では、赤外分光の結果は八面体構造の観点から解釈された。1978年、光電子分光を用いた研究は最初のOh構造の割り当てを裏付けているように見えた。
八面体形構造の割り当てはその後20年近く受け入れられていた。1989年に、GirolamiとMorseはX線結晶構造解析によって[Zr(CH3)6]2−が三角柱形であることを示した。彼らは、[Nb(CH3)6]− や [Ta(CH3)6]−、そして W(CH3)6 といったその他のd0 ML6種も三角柱形であると予想した。この報告によって W(CH3)6 の構造に関する研究が促された。気相の電子回折を用いて、Voldenらは、W(CH3)6が実際にD3hあるいはC3v対称性を持つ三角柱形構造であることを確認した 。1996年、Seppeltらは単結晶X線回折に基づいて、W(CH3)6が強く歪んだ三角柱形配位構造を持つと報告し、彼らは1998年にこれを確かめた。
右上の図で示されているように、全ての炭素原子が等価である理想的な（D3h対称性を持つ）三角柱は、上方の三角形を形作る3つのメチル基が広がり（C-W-C結合角は94-97° に広がり、C-W結合長はわずかに短くなる）、下方の三角形を形作るもう一方の3つのメチル基が閉じる（結合角は75-78° で、結合長はわずかに長くなる）ことによって、Seppeltらによって観察されたC3v構造へとひずんでいる。
八面体幾何配置からの逸脱は二次ヤーン・テラーひずみとして知られる効果に帰することができる。1995年、SeppeltとPfenninの研究以前に、Landisらは既に、原子価結合理論計算とVALBOND計算に基づいて歪んだ三角柱形構造を予測していた。
W(CH3)6の構造の歴史は、新規化合物についての分光データの解釈に本来備わっている困難さの良い例となっている。最初のデータは重要な歴史的先行例に基づいて想定された幾何配置から逸脱した構造を信じるに足る根拠を与えていないようであるが、最初の構造割り当てが間違っていたことが判明する可能性は常に存在する。1989年以前は、ML6型化合物が八面体形以外の構造ではないかと疑う理由は存在しなかった。けれども、新たな証拠と改良された特徴づけ方法は、W(CH3)6の場合からも明らかなように、規則には例外存在するかもしれないことを示唆した。これらの発見はML6幾何配置に関する理論的考察の見直しを引き起こす助けとなった。
ひずんだ三角柱形構造を持つその他の6配位錯体には、 [MoMe6]、[NbMe6]−、[TaPh6]−がある。これら全てはd0錯体である。正三角柱形構造（D3h対称性）を持つ6配位錯体には、[ReMe6] (d1)、[TaMe6]− (d0)、そして前述の[ZrMe6]2− (d0) がある。

## 反応性と利用可能性
室温において、ヘキサメチルタングステンは分解し、メタンとわずかな量のエタンを放出する。黒色の残渣はポリメチレンとタングステンを含むとされているが、タングステン金属を形成するW(CH3)6の分解は全く起こりそうにない。以下の式はウィルキンソンとショートランドによって提唱された近似化学量論である。
{\displaystyle {\ce {W(CH3)6 -> 3CH4 + (CH2)3 + W}}}
多くの有機金属錯体と同様に、WMe6は酸素によって壊される。同様に、酸もメタンと未同定のタングステン誘導体への分解を起こす。それに対して、ハロゲンはハロゲン化メチルを与え、ハロゲン化タングステンを残す。
タングステン薄膜の化学気相成長のための半導体装置の製造におけるW(CH3)6の使用を提案する特許が1991年に出願された。しかしながら、今日までこの目的では使用されていない。むしろ、六フッ化タングステンと水素が代わりに使用されている。

## 安全性の考察
W(CH3)6を用いた研究の結果として、空気がない条件でさえも、かなりの爆発が起こったことが報告されている。